# 大久保虎吉

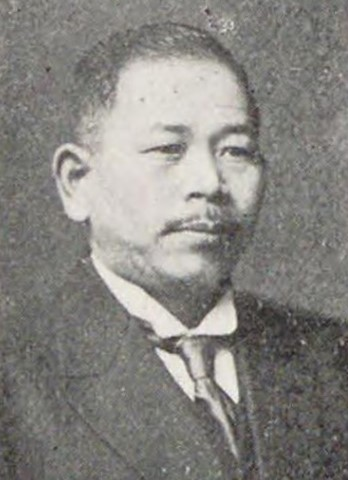
大久保虎吉

大久保 虎吉（おおくぼ とらきち、1872年6月13日（明治5年5月8日） - 1924年（大正13年）3月2日）は、日本の農業経営者、実業家、政治家。衆議院議員。

## 経歴
高知県長岡郡本山村（現本山町）で、大久保克人、常子夫妻の長男として生まれる。土佐自由党に加わり自由民権運動に参加。
1893年、武市安哉が組織した高知殖民会に賛同し、北海道樺戸郡浦臼に移住して開墾に従事。その後、天塩国中川郡ヒウカで農場を、上川郡美瑛村で牧場を経営。1904年2月、上川郡名寄に転居し木材業を経営。名寄倉庫取締役、天塩銀行監査役、士別電気取締役、開北炭礦取締役、士別商事取締役、士別軌道 (株) 社長、大久保木材 (株) 社長、上川郡士別町会議員などを務めた。
1920年5月、第14回衆議院議員総選挙に立憲政友会所属で北海道第八区から出馬し当選したが、同年12月11日、大審院で当選無効訴訟が確定し退職した。